# سورمندي (أرزوئية)
سورمندي (بالفارسية: سورمندی) هي قرية تقع في إيران في Arzuiyeh Rural District. يقدر عدد سكانها بـ 172 نسمة بحسب إحصاء 2016.